# Klemens I
Klemens I lub Klemens Rzymski (łac. Clemens Romanus, gr. Κλήμης Ῥώμης; ur. w Rzymie, zm. ok. 101 tamże) – zwany Apostołem pokoju, przełożony gminy rzymskiej, 4. papież w latach ok. 91–101, święty Kościoła katolickiego i Cerkwi prawosławnej. Według tradycji męczennik. Zaliczany do ojców Kościoła. Najstarszy znany z imienia pisarz starochrześcijański. Według tradycji był czwartym biskupem Rzymu, po Linusie i Anaklecie. Podobnie jak jego dwaj poprzednicy był uczniem apostołów Piotra i Pawła. Urząd po nim objął Ewaryst.

## Życiorys
Zachowało się niewiele sprawdzonych informacji na temat życia św. Klemensa. Jego ojciec miał na imię Faustyn. Miał żydowskie pochodzenie i był niewolnikiem. Został uwolniony przez rzymskiego patrycjusza i na jego cześć nadał sobie imię Klemens. Jednak na podstawie autentycznego listu jego autorstwa wnioskuje się, że był zhellenizowanym Żydem, wykształconym w retoryce oraz administracji.
Według Liber Pontificalis, Linus był drugim biskupem Rzymu; ale jednocześnie stwierdza, że Piotr wyświęcił dwóch biskupów: Linusa i papieża Anakleta, do kapłańskiej posługi wspólnoty, poświęcając się zamiast tego modlitwie i kaznodziejstwu, oraz że Anaklet powierzył Klemensowi cały Kościół, mianując swoim następcą. Według Tertuliana chrzest i święcenia kapłańskie otrzymał z rąk św. Piotra; Teolog ten ponadto uważał Klemensa za bezpośredniego następcę apostoła. W jednym ze swoich dzieł Hieronim ze Strydonu wymienił Klemensa jako „czwartego biskupa Rzymu po Piotrze, jeśli rzeczywiście drugim był Linus, a trzecim Anaklet, chociaż większość Łacinników uważa, że Klemens był drugi z kolei po apostole”. W najwcześniejszym (ok. 180) opisie Ireneusza z Lyonu, Klemens jest umieszczony po Linusie oraz Kletusie/ Anaklecie (kolejny opis był autorstwa Euzebiusza z Cezarei.)

Chrześcijańscy pisarze (m.in. Euzebiusz z Cezarei oraz św. Hieronim) z III w. i IV w. utożsamiają go ze współpracownikiem św. Pawła, o którym pisał on w liście do Filipian:

Proszę też i cię, towarzyszu wierny! bądź tym na pomoc, które w Ewangielii wespół ze mną pracowały, i z Klemensem i z innymi pomocnikami moimi, których imiona są w księgach żywota

 Według tradycji męczennik, ale nie należy jednak mylić go z męczennikiem Tytusem Flawiuszem Klemensem, jak mylnie podają dzieła przypisywane Klemensowi. Około IV w. była obecna tradycja mówiąca o tym, że cesarz Trajan zesłał go na wygnanie do Pontu i kazał go wrzucić do morza z kotwicą zawieszoną u szyi. Tradycja pochodząca z IX w. ustaliła, że miejscem męczeńskiej śmierci świętego był Krym (Chersonez Taurydzki) i wyznaczyła datę na rok 102. Stąd ze względu na wygnanie rok zakończenia pontyfikatu (97) i rok śmierci (102) nie pokrywają się. Obecnie tradycja ta jest podawana w wątpliwość. O męczeństwie ani wygnaniu Klemensa nie wspomina bowiem żaden z wczesnych autorów (Ireneusz z Lyonu, Euzebiusz z Cezarei). Euzebiusz z Cezarei sugeruje, że przed śmiercią zrezygnował z biskupstwa na rzecz Ewarysta.
Za czasów papieża Mikołaja I (858–867) święci Cyryl i Metody przenieśli jego relikwie do Rzymu i pochowali w bazylice pod jego wezwaniem (San Clemente).

## Dzieła autentyczne i przypisywane

### 1. List Klemensa do Koryntian
Pozostał po nim List do Koryntian. Choć sam list jest anonimowy, to jednak dzięki świadectwu Dionizego z Koryntu można przypisać jego autorstwo Klemensowi. Stanowi on najstarszy (ok. 96 r. – w liście istnieje wzmianka o prześladowaniach Domicjana) oprócz Didache dokument chrześcijański spoza kanonu Pisma Świętego. Pisze w nim Koryntianom o potrzebie zachowania jedności. Powodem napisania tego listu był bunt części młodych, która odrzucała zwierzchnictwo starszych (gr. πρεσβύτερος). Klemens nawołuje do zgody i pokuty, wskazując na Sukcesję Apostolską, że tak jak Chrystus otrzymał władzę od Ojca, tak później przekazał ją Apostołom, natomiast oni przekazali ją dalej tym, których uznali za godnych. W dalszej części listu opowiada w jaki sposób Bóg działa w historii. Na końcu listu umieszczona jest wielka „kosmiczna” modlitwa, która stanowi wzór modlitwy liturgicznej improwizowanej przez prezbitera.
Dokument włączono przez jakiś czas do kanonu Nowego Testamentu i długo był czytany w kościołach. Wspomina o tym Euzebiusz z Cezarei w swojej Historii Kościelnej.
List do Koryntian Klemensa w czasach nowożytnych został opublikowany w 1633 przez Patricka Younga, na bazie manuskryptu zwanego Kodeksem Aleksandryjskim (Codex Alexandrinus), w którym na końcu brakuje jednej strony, tak że wielka modlitwa (akapit 55–64) pozostała nieznana.
W 1875 Philotheus Bryennius opublikował kompletny tekst, bazując na kodeksie pochodzącym z Konstantynopola (datowanym na 1055), z którego w 1883 wydał także Didachè.

### Pozostałe dzieła
Klemensowi są przypisywane także inne pisma: II List do Koryntian (powstały prawdopodobnie w połowie II w.) i dwa Listy do mężów dziewic poświęconych Bogu (z połowy III w.). Legenda o życiu i działalności Klemensa związana jest z powstaniem dzieła znanego jako Pseudoklementyny, lub Homilie pseudoklementyńskie gdzie jest bohaterem: opisuje ona jego spotkanie ze św. Piotrem, wspólne podróże misyjne oraz walkę z Magiem Szymonem. Jednakże nie można tych dzieł uznać za autentyczne.

## Kult i ikonografia
Kościół prawosławny wspomina męczennika 25 listopada/7 grudnia, tj. 7 grudnia według kalendarza gregoriańskiego, natomiast w Kościele katolickim 23 listopada.
W ikonografii Klemens jest przedstawiany w papieskim stroju pontyfikalnym z kotwicą i rybą. Czasami dodany jest kamień milowy, klucze, fontanna lub książka.